# Terebra ninfae
Terebra ninfae is een slakkensoort uit de familie van de Terebridae. De wetenschappelijke naam van de soort is voor het eerst geldig gepubliceerd in 1961 door Campbell.